# Amir Rusli
Amir Mustafa Rusli, né le 5 février 1987 à Kuala Dungun (en) (Malaisie), est un coureur cycliste malaisien.

## Biographie
En 2012, il est sélectionné par son pays pour participer à la course sur route des Jeux olympiques de Londres.

## Palmarès et classements mondiaux

### Palmarès par années
- 2010
  - 3e du Jelajah Malaysia

### Classements mondiaux
| Année         | 2008 | 2009 | 2010 | 2011 | 2012 | 2013 |
| ------------- | ---- | ---- | ---- | ---- | ---- | ---- |
| UCI Asia Tour | 213e |      | 99e  | 328e | 255e | 195e |